# Football Club Goa 2025-2026
Questa voce raccoglie le informazioni riguardanti il Goa nelle competizioni ufficiali della stagione 2025-2026.

## Maglie e sponsor
| Casa |

## Organico

### Rosa
| N. |                   | Ruolo | Calciatore              |
| -- | ----------------- | ----- | ----------------------- |
| 3  | India (bandiera)  | D     | Sandesh Jhingan         |
| 4  | Spagna (bandiera) | D     | Pol Moreno              |
| 9  | Spagna (bandiera) | A     | Javier Siverio          |
| 10 | India (bandiera)  | C     | Mohammad Yasir          |
| 13 | India (bandiera)  | P     | Lara Sharma             |
| 14 | India (bandiera)  | C     | Ayush Dev Chhetri       |
| 15 | India (bandiera)  | C     | Sahil Tavora            |
| 17 | India (bandiera)  | C     | Boris Singh Thangjam    |
| 19 | India (bandiera)  | A     | Alan Saji               |
| 21 | India (bandiera)  | A     | Udanta Singh            |
| 24 | Spagna (bandiera) | C     | David Timor             |
| 23 | India (bandiera)  | C     | Harsh Patre             |
| 25 | India (bandiera)  | D     | Yanglem Sanatomba Singh |
| 26 | Spagna (bandiera) | C     | Borja Herrera           |

| N. |                   | Ruolo | Calciatore               |
| -- | ----------------- | ----- | ------------------------ |
| 27 | India (bandiera)  | D     | Aakash Sangwan           |
| 30 | India (bandiera)  | D     | Nim Dorjee Tamang        |
| 34 | Spagna (bandiera) | A     | Iker Guarrotxena         |
| 35 | India (bandiera)  | D     | Ronney Willson Kharbudon |
| 42 | India (bandiera)  | C     | Brison Fernandes         |
| 45 | India (bandiera)  | P     | Bob Jackson              |
| 55 | India (bandiera)  | P     | Hrithik Tiwari           |
| 71 | Serbia (bandiera) | C     | Dejan Dražić             |
|    | India (bandiera)  | P     | Arshdeep Singh           |
|    | India (bandiera)  | D     | Seriton Fernandes        |
|    | India (bandiera)  | C     | Muhammed Nemil           |
|    | India (bandiera)  | C     | Vellington Fernandes     |
|    | India (bandiera)  | C     | Malsawmtluanga           |
|    | India (bandiera)  | A     | Lalthangliana            |

### Staff tecnico
- Manuel Márquez - Allenatore
- Benito Montalvo - Vice allenatore
- Gouramangi Singh - Vice allenatore
- Asier Rey - Allenatore portieri

## Calciomercato
| Acquisti | Acquisti                 | Acquisti        | Acquisti      |
| R.       | Nome                     | da              | Modalità      |
| -------- | ------------------------ | --------------- | ------------- |
| P        | Arshdeep Singh           |                 | Svincolato    |
| P        | Lara Sharma              |                 |               |
| P        | Bob Jackson              |                 |               |
| P        | Hrithik Tiwari           |                 |               |
| D        | Sandesh Jhingan          |                 |               |
| D        | Ronney Willson Kharbudon | Shillong Lajong | Definitivo    |
| D        | Pol Moreno               |                 | Svincolato    |
| D        | Seriton Fernandes        |                 |               |
| D        | Aakash Sangwan           |                 |               |
| D        | Yanglem Sanatomba Singh  |                 |               |
| D        | Nim Dorjee Tamang        |                 |               |
| C        | Raynier Fernandes        | Odisha          | Fine prestito |
| C        | Harsh Patre              | Bengaluru       | Definitivo    |
| C        | Borja Herrera            |                 |               |
| C        | Dejan Dražić             |                 |               |
| C        | David Timor              |                 | Svincolato    |
| C        | Boris Singh Thangjam     |                 |               |
| C        | Mohammad Yasir           |                 |               |
| C        | Ayush Dev Chhetri        |                 |               |
| C        | Sahil Tavora             |                 |               |
| C        | Brison Fernandes         |                 |               |
| C        | Muhammed Nemil           |                 |               |
| C        | Vellington Fernandes     |                 |               |
| C        | Malsawmtluanga           |                 |               |
| A        | Iker Guarrotxena         |                 |               |
| A        | Javier Siverio           | Jamshedpur      | Definitivo    |
| A        | Alan Saji                |                 |               |
| A        | Udanta Singh             |                 |               |
| A        | Lalthangliana            |                 |               |

| Cessioni | Cessioni            | Cessioni    | Cessioni   |
| R.       | Nome                | a           | Modalità   |
| -------- | ------------------- | ----------- | ---------- |
| P        | Laxmikant Kattimani |             | Svincolato |
| D        | Odei Onaindia       |             | Svincolato |
| D        | Jay Gupta           | East Bengal | Definitivo |
| C        | Carl McHugh         |             | Svincolato |
| C        | Raynier Fernandes   |             | Svincolato |
| C        | Rowllin Borges      |             | Svincolato |
| A        | Armando Sadiku      |             | Svincolato |
| A        | Aaren D'Silva       |             | Svincolato |

## Risultati

### Indian Super League

#### Andamento in campionato
| Giornata  | 1 | 2 | 3 | 4 | 5 | 6 | 7 | 8 | 9 | 10 | 11 | 12 | 13 | 14 | 15 | 16 | 17 | 18 | 19 | 20 | 21 | 22 | 23 | 24 | 25 | 26 |
| --------- | - | - | - | - | - | - | - | - | - | -- | -- | -- | -- | -- | -- | -- | -- | -- | -- | -- | -- | -- | -- | -- | -- | -- |
| Luogo     |   |   |   |   |   |   |   |   |   |    |    |    |    |    |    |    |    |    |    |    |    |    |    |    |    |    |
| Risultato |   |   |   |   |   |   |   |   |   |    |    |    |    |    |    |    |    |    |    |    |    |    |    |    |    |    |
| Posizione |   |   |   |   |   |   |   |   |   |    |    |    |    |    |    |    |    |    |    |    |    |    |    |    |    |    |

Legenda:

Luogo: C = Casa; T = Trasferta. Risultato: V = Vittoria; N = Pareggio; P = Sconfitta.

### AFC Champions League Two

#### Primo turno preliminare
| Arbitro: | Zhang Lei |

|                                     |           |                      |
| Dejan Dražić 24’ Javier Siverio 52’ | Marcatori | 60’ Nasser Al-Rawahi |

#### Fase a gironi
| Margao 17 settembre 2025, ore 16:00 UTC+5:30 1ª giornata | FC Goa | – | Al-Zawraa | Fatorda Stadium |

| 1 ottobre 2025, ore 16:00 UTC+5:30 2ª giornata | Istiklol | – | FC Goa |  |

| Margao 22 ottobre 2025, ore 16:00 UTC+5:30 3ª giornata | FC Goa | – | Al-Nassr | Fatorda Stadium |

| 5 novembre 2025, ore 16:00 UTC+5:30 4ª giornata | Al-Nassr | – | FC Goa |  |

| 26 novembre 2025, ore 16:00 UTC+5:30 5ª giornata | Al-Zawraa | – | FC Goa |  |

| Margao 24 dicembre 2025, ore 16:00 UTC+5:30 6ª giornata | FC Goa | – | Istiklol | Fatorda Stadium |

##### Andamento nel girone
| Giornata  | 1 | 2 | 3 | 4 | 5 | 6 |
| --------- | - | - | - | - | - | - |
| Luogo     | C | T | C | T | T | C |
| Risultato |   |   |   |   |   |   |
| Posizione |   |   |   |   |   |   |

Legenda:

Luogo: C = Casa; T = Trasferta. Risultato: V = Vittoria; N = Pareggio; P = Sconfitta.

### Durand Cup
A causa di problemi contrattuali che hanno portato alla sospensione del campionato, diverse squadre dell'Indian Super League hanno deciso di posticipare l'inizio del ritiro precampionato. Di conseguenza Bengaluru, Chennaiyin, Goa, Hyderabad, Kerala Blasters, Mumbai City e Odisha hanno comunicato ufficialmente che non avrebbero partecipato a questa edizione della Durand Cup.